# Djungelskog

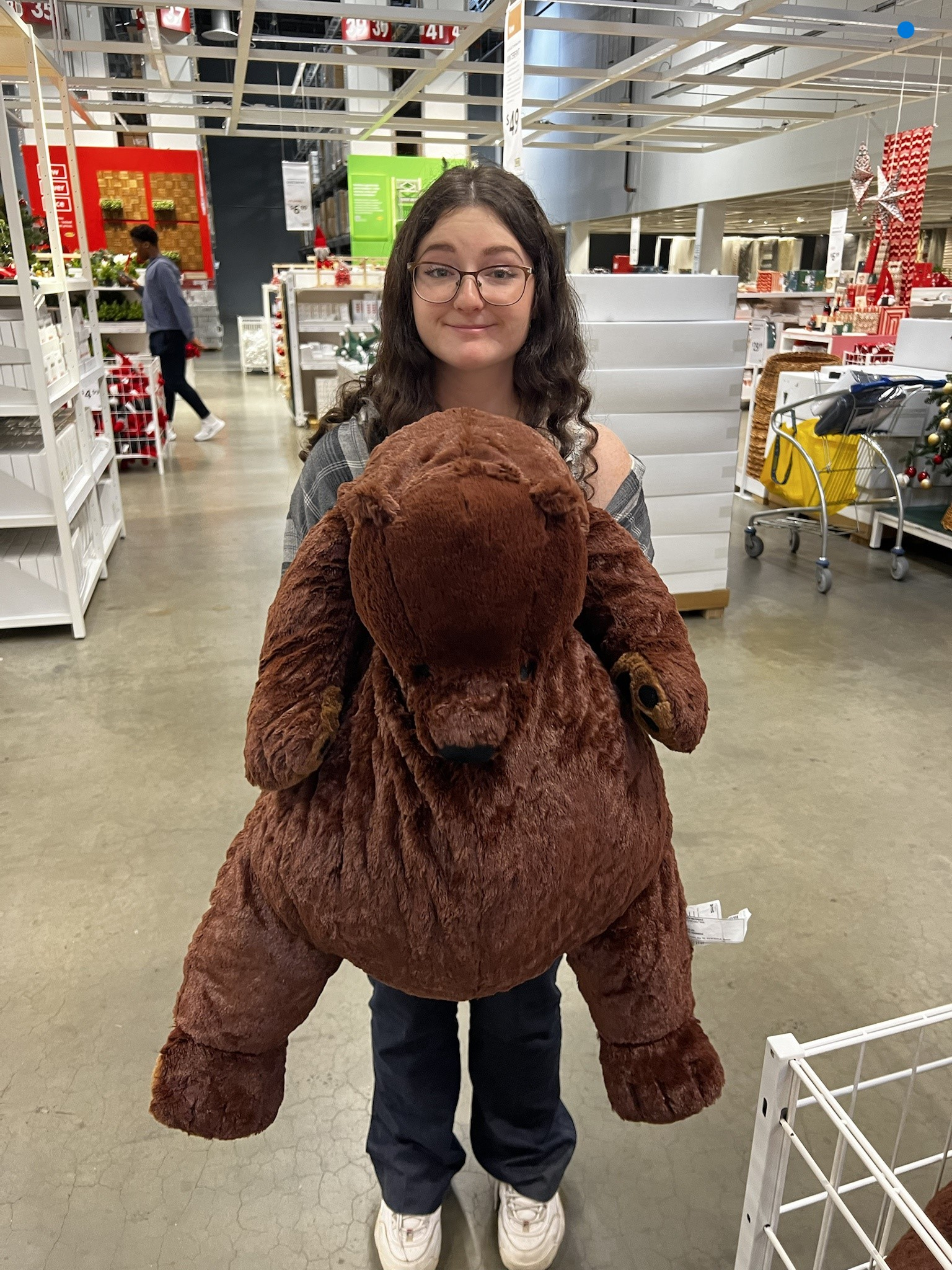
Djungelskog met een mens als schaal

Djungelskog (gestileerd in hoofdletters;  [sv]ⓘ, let. ' junglebos ' ) is een knuffeldier dat wordt geproduceerd en verkocht door de Zweedse meubelwinkel IKEA. Het is een van de populairste knuffeldieren die door het bedrijf worden verkocht, naast de knuffelhaai Blåhaj, en heeft op het internet bekendheid verworven als een populaire internetmeme.

## Fysieke beschrijving
Djungelskog is 100 centimeter lang, is gevuld met 100% polyester, en lijkt op een bruine beer. Het kan in de wasmachine gewassen worden op 40 °C, volgens de IKEA-website. Er is ook een kleinere variant van het knuffeldier verkrijgbaar met een afmeting van 28 centimeter. De beer was oorspronkelijk ontworpen voor kinderen van 3 tot 7 jaar.

## Geschiedenis
De knuffelbeer werd in april 2018 uitgebracht, samen met een reeks items in het jungle-thema met dezelfde naam. Het was oorspronkelijk alleen verkrijgbaar in landen als Japan, maar werd in juli 2023 ook in Nederland uitgebracht vanwege de grote vraag. Hoewel de knuffel al zeer gewild en populair was, zorgde de lancering van het knuffeldier in Nederland ervoor dat de populariteit ervan nog verder toenam. Het heeft een grote aanhang gekregen op sociale media zoals Reddit, met een hele subreddit gewijd aan het knuffeldier, en ook op X (voorheen bekend als Twitter). Veel gebruikers noemen het knuffeldier liefkozend 'skog' en kleden het dier in verschillende kledingstukken.
In 2022 werd een bacteriofaag die door studenten van de Marist University werd gevonden naar de knuffel vernoemd. Het werd geïsoleerd uit een milieumonster bestaande uit bladeren en aarde. De bacterie 'Djungelskog' kan Arthrobacter infecteren, "deze laatste is in staat complexe koolwaterstoffen af te breken en is daarom een potentieel gebruik in bioremidatie". Volgens de naamgevingsnotities is de naam afgeleid van het knuffeldier.